# Domme
Domme es una comuna francesa situada en el departamento de Dordoña, en la región de Nueva Aquitania. Tiene una población estimada, en 2020, de 907 habitantes.
El pueblo, antigua bastida medieval, forma parte de la asociación Les plus beaux villages de France (Los pueblos más bellos de Francia).

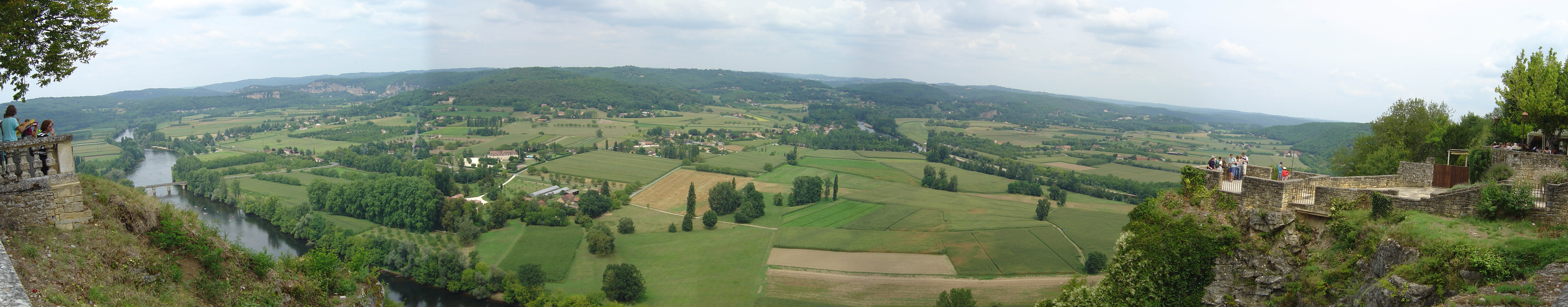
Vista panorámica desde el mirador de la Barre.

## Historia

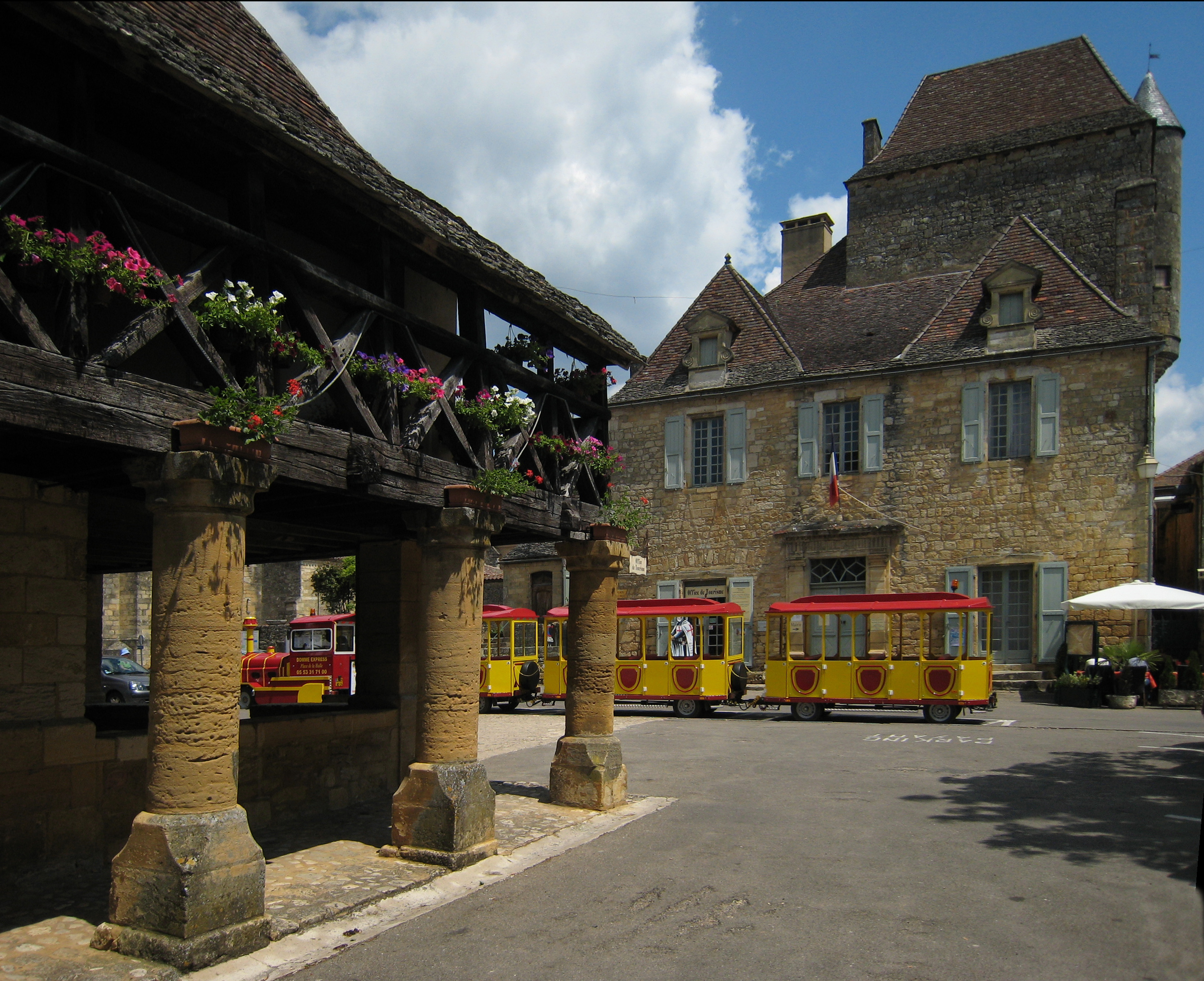
Place des Halles

Es una ciudad fortificada peculiar. Normalmente este tipo de bastidas eran edificadas por decisión real o señorial respondiendo a necesidades militares y en menor medida a económicas. En el caso de Domme, Felipe el Atrevido la empezó a construir en 1281 en oposición a las veleidades del rey de Inglaterra.
El rey Felipe, con intermediación de Simón de Melun, recompró al señor de Domme, Guillaume, este extremo del acantilado que ocupaba un emplazamiento estratégico, encaramado sobre el río Dordoña, constituyendo una defensa natural. Fue edificada siguiendo los cánones usuales de la época de plano geométrico (calles rectilíneas y perpendiculares). El trazado se adapta a la geografía del lugar, el acantilado. También fueron edificadas dos plazas (la Plaza del Mercado y la Plaza de la Rueda), a diferencia de la mayoría de ciudades fortificadas que se organizaban en torno a una plaza cuadrada única. 
La bastida fue dotada de privilegios reales, exenciones de impuestos o de servicio militar, derecho a heredar y de estampar su propia moneda.
La ciudad apenas estaba acabada cuando, según la leyenda, en 1307 se empieza a utilizar la Puerta de las Torres como prisión para encarcelar a templarios. Se decía que fueron encerrados en ella hasta 70 personas y que durante su detención algunos grabaron mensajes en las paredes. Toda la parte norte de la torre está completamente grabada: palabras, crucifijos, personajes, fechas y símbolos diversos. Sin embargo, estudios recientes y oficiales han demostrado que no hubo templarios en Domme. Para muchos investigadores, son obra de un falsificador.
Convertida en un campo de batalla durante toda la Guerra de los Cien Años, tomada en 1347 por los ingleses, retomada el año siguiente por los franceses, perdida, cedida, conquistada de nuevo, dada por tratado, liberada por sus habitantes, no es hasta el año 1437 que vuelve a ser posesión francesa.
La ciudad fortificada sufre de nuevo durante las Guerras de Religión, ya que católicos y hugonotes se la disputan. Geoffroy de Vivans, capitán protestante de la guarnición del castillo de Castelnaud, toma Domme en 1588, escalando junto a sus hombres por la noche el acantilado y abriendo a sus tropas las puertas de la villa. Vivans no capituló hasta 1592 ante los católicos.
Durante el siglo XVII Domme conoce una cierta prosperidad pero tras la Revolución francesa y abolición de los privilegios reales experimenta un fuerte éxodo rural.

## Lugares de interés

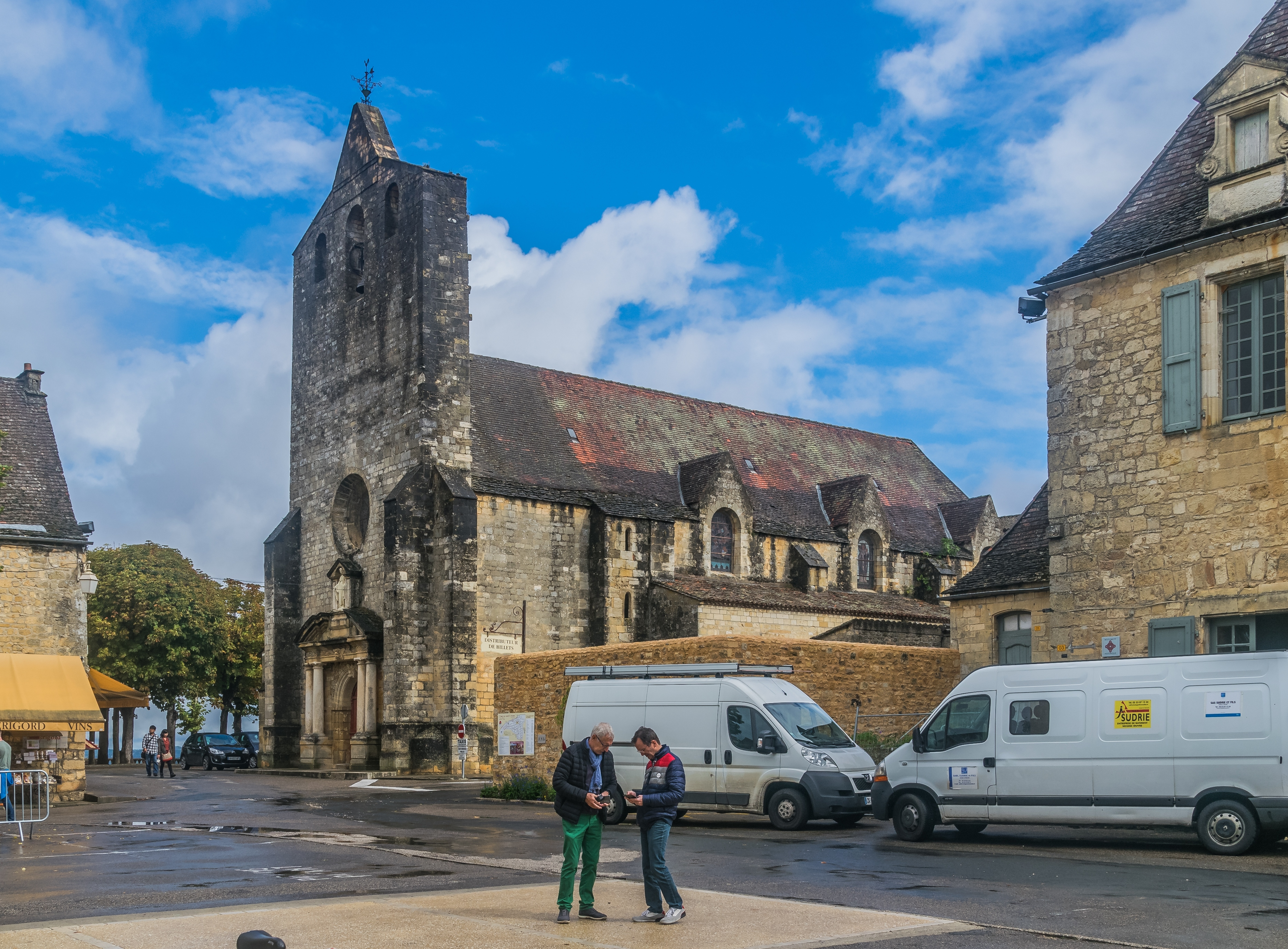
Iglesia Católica Nuestra Señora de la Asunción

- El castillo de Caudon, de la primera mitad del siglo XIX, inscripto desde 1998 como monumento histórico (MH)
- Los restos del castillo de Roy
- La Place des Halles
- La gruta de Domme, que sirvió de refugio a los habitantes durante la Guerre de los Cien Años y las Guerras de Religión
- El mirador de la Barre

## Demografía
| 855 | 876 | 891 | 910 | 1030 | 987 |
| Para los censos de 1962 a 1999 la población legal corresponde a la población sin duplicidades (Fuente: INSEE [Consultar]) |     |     |     |      |     |

## Personalidades relacionadas
- Jacques de Maleville, jurisconsulto y político